# Charlotte McDonnell
Charlotte McDonnell (* 1. Oktober 1990 in Bath) ist eine britische Videobloggerin, Regisseurin und Musikerin, die durch die Video-Plattform YouTube bekannt wurde. Sie betrieb dort mit charlieissocoollike einen der meistabonnierten Kanäle des Vereinigten Königreichs.
Im Oktober 2022 veröffentlichte McDonnell auf Twitter, dass sie die Pronomen she / her und they / them nutzt.

## Videoblog
McDonnell begann im April 2007, eigene Videos auf YouTube zu veröffentlichen. Nachdem das Video How to get featured on YouTube auf der Startseite der Plattform präsentiert wurde, hatte sie bereits im Juni des Jahres 4.400 Abonnenten. Der Durchbruch gelang ihr mit How to be English, in dem sie einen stereotypischen Briten darstellt, der unter anderem die korrekte Zubereitung von Tee erklärt. Durch dieses Video, das in kurzer Zeit mehr als 1,5 Millionen Aufrufe erzielte, wurden auch die Medien auf McDonnell aufmerksam. So berichteten die BBC und die US-amerikanische Talkshow The View.
In der Folge etablierte sich McDonnell als Videobloggerin, war in verschiedenen Kollaborationen aktiv und nahm an Konferenzen teil. So sprach sie bereits 2008 auf der Google-Zeitgeist-Konferenz und wurde 2009 von dem Unternehmen als Redner zu Tech@Google und Tomorrow's Web eingeladen.
2009 war sie mit drei anderen YouTube-Mitgliedern Teil des Chartjackers-Projekts von BBC Switch, das erfolgreich eine Charity-Single in den britischen Charts platzieren konnte.
Mit ihrem Youtube-Kanal charlieissocoollike war McDonnell die erste Britin, die über eine Million Abonnenten erreichte. Insgesamt wurden die Videos über 280 Millionen Mal aufgerufen, mit über 8 Millionen Aufrufen ist das Musikvideo Duet With Myself der am häufigsten gesehene Beitrag. Der britische Schriftsteller und Schauspieler Stephen Fry sprach zeitweise das Outro.
Am 6. März 2019, verkündete McDonnell auf Twitter, dass sie zugunsten ihrer Regisseurtätigkeit mit YouTube aufhört. Aktuell nutzt sie die Videoplattform Twitch.

## Musik
Im Juni 2009 veröffentlichte Chameleon Circuit, bestehend aus McDonnell, Alex Day, Liam Dryden und Chris Beattie ihr ebenso benanntes Debüt-Album. Die Songs der Band orientieren sich thematisch an der Fernsehserie Doctor Who. Am 12. Juli 2011 folgte schließlich in leicht veränderter Besetzung das zweite Album mit dem Namen Still Got Legs, welches es in den UK iTunes Album Charts auf Rang 27 und in den iTunes Rock Album Charts auf Platz 4 schaffte.
2010 gründete McDonnell zusammen mit Alex Day, Tom Milsom und Ed „Eddplant“ Blann, die alle bereits als Musiker auf YouTube bekannt waren, die Band Sons of Admirals. Im Juni veröffentlichten sie als erste Single das Cat-Stevens-Cover Here Comes My Baby, welches sich auf Platz 61 der britischen Charts platzierte. Es berichtete unter anderem The Sun, die die Band auch zu einer Live-Session einlud.
Im Dezember 2010 veröffentlichte McDonnell mit This Is Me zudem ein erstes Soloalbum mit Titeln aus ihrem Videoblog.

## Diskografie
- 2009: Chameleon Circuit (mit Chameleon Circuit, DFTBA Records)
- 2010: This Is Me (DFTBA)
- 2011: Still Got Legs (mit Chameleon Circuit, DFTBA Records)

## Werke
- Fun Science: A Guide To Life, The Universe And Why Science Is So Awesome. Illustration: Fran Meneses. Quadrille, London 2016, ISBN 978-1-84949-802-9 (englisch, 255 S.).